# 霍穆托夫
霍穆托夫（捷克語：Chomutov，發音：[ˈxomutof] ⓘ）是位于捷克拉贝河畔乌斯季州的一座城市，人口约4.7万人。該城市建立於1252年3月29日，在過去是條頓騎士團所控制的郡。

## 友好城市
- 德国 安娜贝格-布赫霍尔茨
- 德国 贝恩堡
- 德国 劳达-柯尼希斯霍芬
- 義大利 阿伦扎诺
- 斯洛伐克 特爾納瓦